# Lijst van onroerend erfgoed in Tielt-Winge
Een overzicht van het onroerend erfgoed in de gemeente Tielt-Winge. Het onroerend erfgoed maakt deel uit van het cultureel erfgoed in België.

## Bouwkundig erfgoed
| Object                                              | Erfgoedstatus?              | Bouwjaar of architect | Deelgemeente     | Adres                 | Coördinaten                   | Nummer? | Afbeelding                                          |
| --------------------------------------------------- | --------------------------- | --------------------- | ---------------- | --------------------- | ----------------------------- | ------- | --------------------------------------------------- |
| Parochiekerk Onze-Lieve-Vrouw                       |                             |                       | Tielt            | Bergstraat            | 50° 56' 27" NB, 4° 54' 9" OL  | 42809   | Parochiekerk Onze-Lieve-Vrouw                       |
| Landbouwerswoning                                   |                             |                       | Tielt            | Bergstraat 13         | 50° 56' 28" NB, 4° 54' 11" OL | 42811   | Landbouwerswoning                                   |
| Pastorie Onze-Lieve-Vrouwparochie                   | Monument                    |                       | Tielt            | Sint-Annastraat 17    | 50° 56' 16" NB, 4° 54' 15" OL | 42812   | Pastorie Onze-Lieve-Vrouwparochie                   |
| Parochiekerk Sint-Martinus                          | Monument orgel (monument)   |                       | Tielt            | Optielt               | 50° 55' 47" NB, 4° 54' 26" OL | 42813   | Parochiekerk Sint-Martinus                          |
| Pastorie Sint-Martinusparochie                      | Monument                    |                       | Tielt            | Oudepastoriestraat 22 | 50° 55' 51" NB, 4° 54' 48" OL | 42814   | Pastorie Sint-Martinusparochie                      |
| Schuur                                              |                             |                       | Tielt            | Oude Leuvensebaan 27  | 50° 55' 28" NB, 4° 54' 25" OL | 42815   | Schuur                                              |
| Schuurgedeelte                                      |                             |                       | Tielt            | Oude Leuvensebaan 28  | 50° 55' 32" NB, 4° 54' 8" OL  | 42816   | Schuurgedeelte                                      |
| Herberg van 1781                                    | Monument                    |                       | Tielt            | Leuvensesteenweg 78   | 50° 55' 6" NB, 4° 54' 18" OL  | 42818   | Herberg van 1781                                    |
| Parochiekerk Sint-Denijs                            | orgel (monument)            |                       | Houwaart         | Haldertstraat         | 50° 56' 5" NB, 4° 51' 39" OL  | 42819   | Parochiekerk Sint-Denijs                            |
| Dorpswoning                                         |                             |                       | Houwaart         | Haldertstraat 4       | 50° 55' 58" NB, 4° 51' 32" OL | 42820   | Dorpswoning                                         |
| Pastorie Sint-Denijsparochie                        |                             |                       | Houwaart         | Haldertstraat 9       | 50° 56' 2" NB, 4° 51' 31" OL  | 42821   | Pastorie Sint-Denijsparochie                        |
| Parochiekerk Sint-Mattheus                          | Monument orgel (monument)   |                       | Meensel-Kiezegem | Binkomstraat 1        | 50° 53' 45" NB, 4° 55' 27" OL | 42825   | Parochiekerk Sint-Mattheus                          |
| Herenhuis                                           | Monument                    |                       | Meensel-Kiezegem | Binkomstraat 6-8      | 50° 53' 46" NB, 4° 55' 26" OL | 42826   | Herenhuis                                           |
| Parochiekerk Sint-Pieter                            | orgel (monument)            |                       | Meensel-Kiezegem | Kerkstraat            | 50° 53' 54" NB, 4° 54' 3" OL  | 42828   | Parochiekerk Sint-Pieter                            |
| Hoeve                                               |                             |                       | Meensel-Kiezegem | Kerkstraat            | 50° 53' 52" NB, 4° 54' 4" OL  | 42829   | Hoeve                                               |
| Parochiekerk Sint-Joris                             | orgel (monument)            |                       | Sint-Joris-Winge | Leuvensesteenweg      | 50° 54' 30" NB, 4° 52' 35" OL | 42830   | Parochiekerk Sint-Joris                             |
| Kapel Sint-Joris                                    |                             |                       | Sint-Joris-Winge | Oude Aarschotsebaan   | 50° 54' 25" NB, 4° 51' 60" OL | 42831   | Kapel Sint-Joris                                    |
| Kasteeldomein van Sint-Joris-Winge                  | cultuurhistorisch landschap |                       | Sint-Joris-Winge | Leuvensesteenweg 252  | 50° 54' 31" NB, 4° 52' 29" OL | 42832   | Kasteeldomein van Sint-Joris-Winge                  |
| Pastorie Sint-Jorisparochie van 1753                |                             |                       | Sint-Joris-Winge | Leuvensesteenweg 187  | 50° 54' 26" NB, 4° 52' 42" OL | 42833   | Pastorie Sint-Jorisparochie van 1753                |
| Watermolen Gempemolen                               | Monument                    |                       | Sint-Joris-Winge | Gempstraat 56         | 50° 54' 31" NB, 4° 51' 13" OL | 42834   | Watermolen Gempemolen                               |
| Dorpswoning                                         |                             |                       | Sint-Joris-Winge | Gempstraat 47-49      | 50° 54' 27" NB, 4° 51' 15" OL | 42835   | Dorpswoning                                         |
| Afspanning Drie Haringen met brug over de Molenbeek | Monument                    | ingestort             | Sint-Joris-Winge | Gempstraat            |                               | 42836   | Afspanning Drie Haringen met brug over de Molenbeek |
| Woonhuis van 1773                                   |                             |                       | Sint-Joris-Winge | Gempstraat 52         | 50° 54' 27" NB, 4° 51' 11" OL | 42837   | Woonhuis van 1773                                   |
| Bijgebouw van een dorpswoning                       |                             |                       | Houwaart         | Haldertstraat 45      | 50° 56' 9" NB, 4° 51' 45" OL  | 43062   | Bijgebouw van een dorpswoning                       |
| Afspanning Het Stenen Huis                          | Monument                    |                       | Tielt            | Stenenhuisstraat 2-4  | 50° 55' 59" NB, 4° 55' 43" OL | 200082  | Afspanning Het Stenen Huis                          |
| Tramstatie                                          |                             | gesloopt              | Tielt            | Leuvensesteenweg 5    |                               | 214847  | Tramstatie                                          |
| Kasteel Haksberg                                    |                             |                       | Tielt            | Kasteelweg 4          |                               | 215674  | Kasteel Haksberg                                    |
| Kapel Onze-Lieve-Vrouw van Spikdoorn                |                             |                       | Meensel-Kiezegem | Kapellekensweg        |                               | 216440  | Kapel Onze-Lieve-Vrouw van Spikdoorn                |